# Brett Palin
Brett Palin (* 23. června 1984, Nainamo, Kanada) je kanadský lední hokejista.

## Kluby podle sezon
- 2000-2001 Kelowna Rockets
- 2001-2002 Kelowna Rockets
- 2002-2003 Kelowna Rockets
- 2003-2004 Kelowna Rockets
- 2004-2005 Kelowna Rockets
- 2005-2006 Omaha Ak-Sar-Ben Knights
- 2006-2007 Omaha Ak-Sar-Ben Knights
- 2007-2008 Quad City Flames
- 2008-2009 Quad City Flames
- 2009-2010 Abbotsford Heat
- 2010-2011 Milwaukee Admirals
- 2011-2012 Piráti Chomutov
- 2012-2013 Piráti Chomutov